# Даргавське сільське поселення
Даргавське сільське поселення (ос. Дæргъæвсы хъæууон цæрæнран) — муніципальне утворення в Пригородному районі Північної Осетії Російської Федерації.
Адміністративний центр — село Даргавс.

## Історія
Статус і кордони сільського поселення встановлені Законом Республіки Північна Осетія-Аланія від 5 березня 2005 року № 18-рз «Про встановлення меж муніципального утворення Пригородного району, наділення його статусом муніципального району, утворення в його складі муніципальних утворень — сільських поселень і встановленні їх меж».

## Склад сільського поселення
Неможливо визначити кількість стовпців